# یواس‌اس کورال سی (سی‌وی-۴۳)
یواس‌اس کورال سی (سی‌وی-۴۳)، ناو هماپیمابر کلاس میدوی، سومین کشتی نیروی دریایی ایالات متحده بود که برای نبرد دریای مرجان نامگذاری شد. این ناو در طول مدت طولانی سرویس خود نام مستعار جنگجوی بی‌پروا (Ageless Warrior) را به دست آورد. در ابتدا به عنوان یک ناو هواپیمابر با نماد طبقه‌بندی بدنه سی‌وی-۴۳ طبقه‌بندی شد، قرارداد ساخت کشتی به کشتی سازی نیوپورت نیوز از نیوپورت نیوز، ویرجینیا در ۱۴ ژوئن ۱۹۴۳ واگذار شد. این ناو به عنوان یک «ناو هماپیمابر بزرگ» با نماد طبقه‌بندی بدنه سی‌وی‌بی-۴۳ در ۱۵ ژوئیه ۱۹۴۳ طبقه‌بندی شد. ناخن او در ۱۰ ژوئیه ۱۹۴۴ در راهرو کشتی شماره ۱۰ گذاشته شد. این ناو در ۲ آوریل ۱۹۴۶ با حمایت مالی خانم توماس سی کینکاید و در ۱ اکتبر ۱۹۴۷ در توسط کاپیتان ای‌پی استورس سوم به کار گرفته شد.